# 유하경
유하경(兪賀景, 1992년 6월 5일~)은 대한민국의 기상 캐스터 출신이자, 프리랜서 방송인이다.

## 학력
- 극동대학교 언론홍보학과 학사

## 경력
- 2018년~2023년 : JTBC 리포터.
- 2020년~2021년 7월 16일 : HCN 경북방송 아나운서.
- 2021년 7월 19일~ : 대구MBC 기상 캐스터.
- 2024년 1월 13일 : 결혼.

## 진행
- 2024년 4월 14일 : 이원욱 이은솔 결혼식 진행.

## 수상
- 2011년 7회 에이즈예방 대학생 광고공모전 슬로건 우수상
- 2014년 Citi-JA Hero Korea 다문화 가정 청소년 멘토링 우수상
- 2019년 미스 그랜드 코리아 경기 美